# Alan Banaszek
Alan Banaszek (30 d'octubre de 1997) és un ciclista polonès professional des del 2016 i actualment a l'equip Mazowsze Serce Polski. Combina la carretera amb el ciclisme en pista. Els seus cosins Adrian Banaszek i Norbert Banaszek també són ciclistes professionals.

## Palmarès en ruta
- 2014
  - Vencedor d'una etapa a la Copa del President de la Vila de Grudziądz
- 2015
  -  Campió d'Europa júnior en Ruta
- 2016
  - Vencedor d'una etapa al Carpathia Couriers Path
  - Vencedor d'una etapa a la Szlakiem walk Major Hubal
- 2017
  - 1r al Gran Premi de Rodes
  - 1r al Memorial Henryk Łasak
  - 1r al Memorial Józef Grundmann i Jerzy Wizowski
  - Vencedor d'una etapa al CCC Tour-Grody Piastowskie
  - Vencedor d'una etapa a la Cursa de Solidarność i els Atletes Olímpics
- 2020
  - 1r al Gran Premi Manavgat-Side
  - Vencedor d'una etapa a la Volta a Bulgària
- 2021
  - 1r a la Visegrad 4 Bicycle Race - GP Slovakia
  - 1r al Tour de Szeklerland i vencedor d'una etapa
  - Vencedor de 2 etapes a la Volta a Sèrbia
- 2022
  - 1r al Tour de Tailàndia i vencedor d'una etapa
  - Vencedor d'una etapa a la Belgrad-Banja Luka
- 2023
  -  Campió de Polònia en ruta
- 2024
  - 1r al Tour Bitwa Warszawska i vencedor d'una etapa
  - Vencedor d'una etapa a la Dookoła Mazowsza

## Palmarès en pista
- 2016
  -  Campió de Polònia en Puntuació
- 2017
  -  Campió d'Europa en Puntuació